# Borszczahówka
Borszczahówka (ukr. Борщагівка) – wieś na Podolu, w rejonie pohrebyszczeńskim obwodu winnickiego.
W 1604 roku była miastem prywatnym.

W Borszczajówce była fundacya OO. Francisszkanów. Roku 1756 Brzostowscy kasztelaństwo Połanieccy zapisali na księży Franciszkanów znaczną sumę, od której dochód roczny 1050 zł. pobierać mieli. Sumę ubezpieczyli na wsi Rybczyńcach, którą posiadali OO. Franciszkanie. (...)

Siedziba dawnej gminy Borszczahówka w powiecie skwirskim na Ukrainie.

## Zabytki
- zamek[3]